# Anton Bogenstätter
Anton Bogenstätter (* 11. März 1899 in Perlesreut; † 12. Juni 1981) war ein deutscher Jurist und Politiker.

## Leben
Bogenstätter war der Sohn des Uhrmachermeisters Anton Bogenstätter (1871–1938), der 1904 in Perlesreut seine erste Schnupftabakfabrik gründete. Der "Perlesreuter Schmalzler" war bald "in aller Nasen". 1916 wurde die Produktion auf das Gelände der Stadtmühle in Grafenau verlegt und stark erweitert. 1974 kaufte die Konkurrenzfirma Pöschl das Markenzeichen auf. Der Sohn Anton Bogenstätter überließ seinen Brüdern Josef und Ludwig das Schnupftabakgeschäft, besuchte das Wittelsbacher-Gymnasium München und studierte danach zunächst Philosophie an der Universität München, später an der Technischen Hochschule München mit dem Erwerb des Diplom-Ingenieurs. Nach einem Praktikum in einer Patentanwaltskanzlei folgte ein weiteres Studium des gewerblichen Rechtsschutzes, diesmal in Berlin. Nach bestandener Zulassungsprüfung am Reichspatentamt war er von 1930 bis 1948 als Patentanwalt in München tätig, unterbrochen durch die Teilnahme am Zweiten Weltkrieg. Von 1948 bis 1964 war er Landrat des Landkreises Grafenau. 1964 gehörte er dem Bayerischen Senat für neun Monate an. Er war außerdem Vorsitzender des Kreisverbands Grafenau des Bayerischen Roten Kreuzes und gehörte vielen Gremien an. Grafenau ernannte ihn zum Ehrenbürger. Mit seiner Frau Magdalena geb. Hotter hat drei Söhn.

## Auszeichnungen
- 1963: Bayerischer Verdienstorden